# ポール・J・ロック
ポール・ジョセフ・ロック・ジュニア（Paul Joseph Rock Jr.）は、アメリカ海兵隊の少将。現職務は、アメリカ海兵隊中央コマンド司令官。これまで、アメリカ海兵隊司令部戦略計画部長、第3海兵機動展開部隊副司令官および第3海兵機動展開旅団司令官（2019年7月26日～2020年7月10日）として勤務した。1988年にアメリカ海軍兵学校を卒業。1990年に操縦課程を卒業し、パイロットの資格を取得。